# Torneo Internacional AGT 2011
Il Torneo Internacional AGT 2011 è stato un torneo professionistico di tennis maschile giocato sulla cemento. È stata la 9ª edizione del torneo, che fa parte dell'ATP Challenger Tour nell'ambito dell'ATP Challenger Tour 2011. Si è giocato a León in Messico dal 23 aprile al 1º maggio 2011.

## Partecipanti

### Teste di serie
| Nazionalità     | Giocatore              | Ranking* | Testa di serie |
| --------------- | ---------------------- | -------- | -------------- |
| Italia          | Paolo Lorenzi          | 132      | 1              |
| Giappone        | Tatsuma Itō            | 136      | 2              |
| Stati Uniti     | Bobby Reynolds         | 147      | 3              |
| Stati Uniti     | Rajeev Ram             | 222      | 4              |
| Rep. Dominicana | Víctor Estrella Burgos | 227      | 5              |
| Brasile         | Fernando Romboli       | 241      | 6              |
| Francia         | Clément Reix           | 272      | 7              |
| Stati Uniti     | Nicholas Monroe        | 276      | 8              |

- Ranking al 18 aprile 2011.

### Altri partecipanti
Giocatori che hanno ricevuto una wild card:
- Juan-Manuel Elizondo
- Fernando Larrea
- César Ramírez
- Manuel Sánchez

Giocatori che sono passati dalle qualificazioni:
- Jamie Baker
- Chris Eaton
- Christopher Díaz-Figueroa
- Nikolaus Moser

## Campioni

### Singolare
Bobby Reynolds ha battuto in finale  Andre Begemann con il punteggio di 6–3, 6–3

### Doppio
Rajeev Ram /  Bobby Reynolds hanno battuto in finale  Andre Begemann /  Chris Eaton con il punteggio di 6–3, 6–2